# Филинков, Сергей Васильевич
Сергей Васильевич Филинков (7 августа 1952 года в г. Ирбит, Свердловской области) — советский мотогонщик. Многократный чемпион СССР по мотокроссу с коляской в классе 650 см3

## Биография
Окончил Ирбитский мотоциклетный техникум и Киевский институт физкультуры и спорта.

## Достижения
- 1 июля 1979 г. — чемпион УП летней спартакиады народов СССР по мотокроссу на мотоциклах с коляской в классе 650 см3, г. Выру
- 1980 г. — чемпион СССР по мотоциклетному кроссу в классе 650 см3, г. Виляка, Талси
- 22 июля 1984 г. — 1-е место в личном чемпионате УССР по мотокроссу с колясками в классе до 1000 см3, г. Харьков
- 24-26 июля 1987 г. — 3-е место в чемпионате СССР по мотокроссу в классе 650 см3, г. Вильянди
- 7 мая 1988 г — 1 место в лично-командном мотокроссе на приз Киевского мотоциклетного завода, посвящённого Дню Победы Советского народа в Великой Отечественной войне (в классе мотоциклов 650 см3). г. Киев
- 2-4 июня 1989 г. — 1-е место в чемпионате Украинской ССР по мотокроссу с коляской в классе 650 см3, г. Ромны
- 2 июля 1989 г. 3-е место в чемпионате СССР по мотокроссу в классе 650 см3, г. Ромны